# Baniwa (gruppo etnico)
I Baniwa (o anche Maniba) sono un gruppo etnico del Brasile, della Colombia e del Venezuela che ha una popolazione stimata in circa 15.000 individui (2000). Parlano la lingua Baniwa (D:Siusy-tapuya-BAI02) e sono principalmente di fede animista.

## Insediamenti
Vivono lungo il corso del fiume Içana, nello stato dell'Amazonas, ai confini con la Colombia e il Venezuela e sulle rive degli affluenti dell'Içana: il Cuiari, l'Aiari e il Cubate, nei comuni di São Gabriel da Cachoeira, Santa Isabel e Barcelos.